# Tjamme (waterschap)
De Tjamme is een voormalig waterschap in de Nederlandse provincie Groningen.
Het waterschap is ontstaan als fusie van de waterschappen Modderlanden (1811), De Wolf (1827) en De IJsbeer (1837).  Het waterschap lag ten tussen Finsterwolde en Beerta. De noordgrens lag bij de Hoofdweg van Finsterwolde, de Kerkeweg en de verdwenen Ganzedijk (bij Ganzedijk), de oostgrens lag bij het Beertsterdiep, de zuidgrens bij de Bouwtelaan in Beerta en het verlengde hiervan en de westgrens lag bij de Kromme-Elleboog in Finsterwolde. Het stoomgemaal stond in het oosten van de polder in de knik van het Beertsterdiep in de gemeente Finsterwolde.. 
Waterstaatkundig gezien ligt het gebied sinds 2000 binnen dat van het waterschap Hunze en Aa's.

## Naam
Het waterschap is genoemd naar de rivier de Tjamme waarvan het oorspronkelijke tracé door het gebied loopt.